# Joanna Shimkus
Joanna Shimkus, Lady Poitier (Halifax; 30 de octubre de 1943) es una actriz canadiense, casada con el actor y diplomático estadounidense-bahameño Sidney Poitier.

## Vida y carrera
Shimkus nació en Halifax, Nueva Escocia de padre de origen lituano y madre de ascendencia irlandesa. Su padre trabajó para la Armada Real Canadiense. Asistió a un convento religioso en donde recibió su primera educación y se crio en Montreal, Quebec. A la edad de diecinueve años viaja a París, donde trabajó como modelo profesional y donde rápidamente atrajo la atención de productores cinematográficos en busca de nuevos talentos.
Su debut cinematográfico fue en 1964, en el film de Jean Aurel De l'amour (Todo sobre el amor). Es entonces cuando la descubre el director cinematográfico Robert Enrico, quien la elige para tres de sus películas: Les aventuriers (Los aventureros, 1967), con Alain Delon y Lino Ventura, Tante Zita (Tía Zita, 1968) y Ho! (1968) con Jean-Paul Belmondo.
También trabajó en el film de Joseph Losey Boom! (El ángel de la muerte, 1968), junto a Elizabeth Taylor y Richard Burton, y más tarde en The Lost Man (El hombre perdido, 1969), donde lo haría junto a su actual esposo, Sidney Poitier. 
Su carrera cinematográfica continuó hasta principios de los años 70, en los que tuvo lugar una de sus últimas y más notables interpretaciones en el film The Virgin and the Gypsy (La virgen y el gitano, 1970).
En 1976 se casó con Sir Sidney Poitier, con el que ha tenido dos hijas: Anika y Sydney Tamiia, quien es también actriz en la actualidad.